# 託麻郡
託麻郡（日语：／ Takuma gun */?）是過去位于日本熊本縣的一個郡；設置於肥後國時期，已於1896年4月1日與飽田郡合併為飽託郡。
過去的轄區包含現在的熊本市的大部分地區。

## 歷史
- 1889年4月1日：實施町村制，下轄本庄村、本山村、春竹村、大江村、供合村、廣畑村、小山戶島村、健軍村、出水村、畫圖村、日吉村、田迎村、部田村、三村共14村。（後皆被併入熊本市）
- 1896年4月1日：與飽田郡合併為飽託郡。